# Aéroport de Béchar - Boudghene Ben Ali Lotfi
Pour les articles homonymes, voir CBH.
L'aéroport de Béchar - Boudghene Ben Ali Lotfi  (code IATA : CBH • code OACI : DAOR) est un aéroport algérien à vocation nationale, situé sur la commune de Béchar à 5 km au nord-ouest de la ville. 

## Présentation
L’aéroport de Béchar est un aéroport civil et militaire desservant la ville de Béchar, dans le Sud-Ouest algérien, et sa région (wilaya de Béchar). 
L’aéroport est géré par l'EGSA d'Oran.

## Situation

### Carte des aéroports de l'Algérie
'
| \| 100 km1:14 790 000 \| Adrar Alger Annaba Batna Béjaïa Biskra Boufarik Chlef Constantine Ghardaïa Hassi Messaoud In Amenas Jijel Oran Sétif Tamanrasset Tébessa Tlemcen Béchar Bordj Mokhtar Djanet El Bayadh El Goléa El Oued Illizi In Salah Ghriss Ouargla Tiaret Timimoun Tindouf Touggourt |
| 100 km1:14 790 000 |

Carte statique des aéroports d'Algérie.Carte dynamique des aéroports d'Algérie.

## Infrastructures liées

### Pistes
L’aéroport dispose de deux pistes en béton bitumineux, la première d'une longueur de 3 335 m et la seconde longueur de 3 000 m.

## Compagnies et destinations
| Compagnies       | Destinations                                                                        |
| ---------------- | ----------------------------------------------------------------------------------- |
| Air Algérie      | Alger-Houari-Boumédiène, Constantine-Mohamed-Boudiaf, Oran-Ahmed-Ben-Bella, Tindouf |
| Tassili Airlines | Alger-Houari-Boumédiène, Oran-Ahmed-Ben-Bella                                       |

Actualisé le 31/07/2023